# Hello!
Hello! är ett musikalbum i genren boogierock av Status Quo, utgivet i slutet av 1973 av skivbolaget Vertigo Records. Det var gruppens femte studioalbum. Eftersom föregångaren, Piledriver, blev en succé beslöt sig bandet att fortsätta på samma spår med ren boogierock. Detta resulterade i ett av deras mest framgångsrika album. Skivan blev den första av fyra album med gruppen att toppa den brittiska försäljningslistan. Albumet blev också framgångsrikt i Skandinavien. Skivans största hit blev "Caroline" som nådde femteplatsen på brittiska singellistan. Det var också albumets enda singel, även om en liveversion av albumets låt "Roll Over Lay Down" gavs ut 1976.
Denna skiva var den första där pianisten Andy Bown medverkade. Han spelar endast på spåret "Blue Eyed Lady", men blev några år senare fullvärdig medlem i gruppen.

## Låtlista
Sida ett
1. "Roll Over Lay Down" (Coghlan/Lancaster/Parfitt/Rossi/Young) - 5:41
  - Sång: Francis Rossi
2. "Claudie" (Rossi/Young) - 4:00
  - Sång: Francis Rossi
3. "Reason for Living" (Parfitt/Rossi) - 4:41
  - Sång: Rick Parfitt
4. "Blue Eyed Lady" (Lancaster/Parfitt) - 3:50
  - Sång: Francis Rossi

Sida två
1. "Caroline" (Rossi/Young) - 4:16
  - Sång: Francis Rossi
2. "Softer Ride" (Lancaster/Parfitt) - 4:00
  - Sång: Francis Rossi
3. "And It's Better Now" (Rossi/Young) - 3:20
  - Sång: Francis Rossi
4. "Forty-Five Hundred Times" (Parfitt/Rossi) - 9:50
  - Sång: Rick Parfitt och Francis Rossi

## Medverkande
- Francis Rossi - gitarr, sång
- Rick Parfitt - gitarr, piano, sång
- Alan Lancaster - bas, akustisk gitarr, sång
- John Coghlan - trummor
- Andrew Bown - piano ("Blue Eyed Lady")
- John Mealing - piano ("Forty-Five Hundred Times")
- Steve Farr - altsaxofon
- Stewart Blandamer - tenorsaxofon
- Samordnare - Bob Young
- Ljudtekniker - Damon Lyon-Shaw, Richard Manwaring
- Utrustning - Malcom Kingsnorth, Paul Lodge, Keith Castley

## Listplaceringar
| Lista (1973)   | Topplacering        |
| -------------- | ------------------- |
| Danmark        | 26 (DR "Top 30")    |
| Finland        | 6                   |
| Storbritannien | 1 (UK Albums Chart) |
| Sverige        | 10 (Kvällstoppen)   |
| Norge          | 6 (VG-lista)        |
| Västtyskland   | 37                  |